# Chrysopilus amulus
Chrysopilus amulus är en tvåvingeart som beskrevs av Kerr 2010. Chrysopilus amulus ingår i släktet Chrysopilus och familjen snäppflugor. Inga underarter finns listade i Catalogue of Life.